# Großsteingrab Kochendorf
Das Großsteingrab Kochendorf war eine megalithische Grabanlage der jungsteinzeitlichen Trichterbecherkultur bei Kochendorf, einem Ortsteil von Windeby im Kreis Rendsburg-Eckernförde in Schleswig-Holstein. Es trägt die Fundplatznummer LA 21 und wurde 1972 von J. Frank und Gottfried Schäfer archäologisch untersucht.

## Lage
Das Grab befand sich südlich von Kochendorf auf einem Feld. In der näheren Umgebung gab es ursprünglich weitere Großsteingräber: Etwa 800 m südlich befindet sich das erhaltene Großsteingrab Windeby. 1,3 km südsüdwestlich lag das zerstörte Großsteingrab Osterby.

## Beschreibung
Die Anlage besaß ein ost-westlich orientiertes Hünenbett mit einer Länge von etwa 65 m und einer Breite zwischen 4 m und 5 m. Die Hügelschüttung bestand aus leicht humosem Sand. Von der Umfassung konnten nur noch einzelne Steinplatten und Bruchstücke gesprengter Umfassungssteine festgestellt werden. In der Mitte des Bettes lag die Grabkammer. Es handelte sich um einen erweiterten Dolmen, der in einer 0,6 m tiefen Grube angelegt worden war. Die Länge betrug 2,2 m und die Breite 1,2 m. Die Steine der Kammer fehlten bei der Untersuchung bereits vollständig, ihre Standspuren zeichneten sich aber noch deutlich ab. Die Kammer bestand ursprünglich aus zwei Wandsteinpaaren an den Langseiten und zwei Abschlusssteinen an den Schmalseiten. Der östliche Abschlussstein war kleiner als der westliche und nahm nur zwei Drittel der Schmalseite ein, wodurch ein Zugang an der Südostecke frei blieb. Die Lücken zwischen den Wandsteinen waren ursprünglich mit Trockenmauerwerk aus Quarzitplatten verfüllt, von denen noch einige vorgefunden wurden. Auch Reste einer Kammerummantelung aus mit Feuerstein-Grus durchsetztem Lehm wurden festgestellt. Das Kammerpflaster bestand aus einer unteren Schicht aus Rollsteinen und einer oberen, 5–10 cm starken Schicht aus krakeliertem Feuerstein. Darüber folgte eine humose Verfüllung.
Auf der Flintschicht wurden menschliche Röhrenknochen und ein Kiefer sowie als Beigaben eine Feuersteinklinge und einige Keramikscherben gefunden. Aus der Füllschicht stammen weitere Feuersteinklingen und -bruchstücke sowie verzierte und unverzierte Keramikscherben. Am Rand des Hünenbetts, ungefähr vor dem Zugang zur Kammer, wurden verzierte und unverzierte Keramikscherben, ein zapfenförmiges Stück Keramik, ein Fragment eines Backtellers, krakelierter Feuerstein, Bruchstücke von weiß gebrannten Feuersteingeräten, fünf Meißel, ein Flachbeil, ein Bruchstück eines geschliffenen Beils und eine querschneidige Pfeilspitze gefunden.